# Gran Premio de Francia de Motociclismo de 2022
El Gran Premio de Francia de Motociclismo de 2022 (oficialmente SHARK Grand Prix de France) fue la séptima prueba del Campeonato del Mundo de Motociclismo de 2022. Tuvo lugar en el fin de semana del 13 al 15 de mayo en el Circuito Bugatti, situado a 5 km de la localidad de Le Mans (Sarthe), en los Países del Loira, Francia.
La carrera de MotoGP fue ganada por Enea Bastianini, seguido de Jack Miller y Aleix Espargaró. Augusto Fernández fue el ganador de la prueba de Moto2, por delante de Arón Canet y Somkiat Chantra. La carrera de Moto3 fue ganada por Jaume Masiá, Ayumu Sasaki fue segundo y Izan Guevara tercero.
Esta prueba fue la segunda ronda doble de la temporada 2022 de la Copa Mundial de MotoE. La primera carrera de MotoE fue ganada por Mattia Casadei, Dominique Aegerter fue segundo y Hikari Okubo tercero. La segunda carrera fue ganada por Dominique Aegerter, seguido de Mattia Casadei y Niccolò Canepa.

## Resultados

### Resultados MotoGP
| Pos.    | N.º | Piloto                | Equipo                       | Constructor | Vueltas | Tiempo    | Parrilla | Puntos |
| ------- | --- | --------------------- | ---------------------------- | ----------- | ------- | --------- | -------- | ------ |
| 1       | 23  | Enea Bastianini       | Gresini Racing MotoGP        | Ducati      | 27      | 41:34.613 | 5        | 25     |
| 2       | 43  | Jack Miller           | Ducati Lenovo Team           | Ducati      | 27      | +2.718    | 2        | 20     |
| 3       | 41  | Aleix Espargaró       | Aprilia Racing               | Aprilia     | 27      | +4.182    | 3        | 16     |
| 4       | 20  | Fabio Quartararo      | Monster Energy Yamaha MotoGP | Yamaha      | 27      | +4.288    | 4        | 13     |
| 5       | 5   | Johann Zarco          | Pramac Racing                | Ducati      | 27      | +11.139   | 9        | 11     |
| 6       | 93  | Marc Márquez          | Repsol Honda Team            | Honda       | 27      | +15.155   | 10       | 10     |
| 7       | 30  | Takaaki Nakagami      | LCR Honda Idemitsu           | Honda       | 27      | +16.680   | 12       | 9      |
| 8       | 33  | Brad Binder           | Red Bull KTM Factory Racing  | KTM         | 27      | +18.459   | 18       | 8      |
| 9       | 10  | Luca Marini           | Mooney VR46 Racing Team      | Ducati      | 27      | +20.541   | 15       | 7      |
| 10      | 12  | Maverick Viñales      | Aprilia Racing               | Aprilia     | 27      | +21.486   | 14       | 6      |
| 11      | 44  | Pol Espargaró         | Repsol Honda Team            | Honda       | 27      | +22.707   | 11       | 5      |
| 12      | 72  | Marco Bezzecchi       | Mooney VR46 Racing Team      | Ducati      | 27      | +23.408   | 13       | 4      |
| 13      | 49  | Fabio Di Giannantonio | Gresini Racing MotoGP        | Ducati      | 27      | +26.432   | 16       | 3      |
| 14      | 73  | Álex Márquez          | LCR Honda Castrol            | Honda       | 27      | +28.710   | 21       | 2      |
| 15      | 21  | Franco Morbidelli     | Monster Energy Yamaha MotoGP | Yamaha      | 25      | +27.519   | 16       | 1      |
| 16      | 04  | Andrea Dovizioso      | WithU Yamaha RNF MotoGP Team | Yamaha      | 27      | +38.149   | 20       |        |
| 17      | 40  | Darryn Binder         | WithU Yamaha RNF MotoGP Team | Yamaha      | 27      | +59.748   | 23       |        |
| Ret     | 88  | Miguel Oliveira       | Red Bull KTM Factory Racing  | KTM         | 24      | Caída     | 17       |        |
| Ret     | 63  | Francesco Bagnaia     | Ducati Lenovo Team           | Ducati      | 20      | Caída     | 1        |        |
| Ret     | 89  | Jorge Martín          | Pramac Racing                | Ducati      | 16      | Caída     | 8        |        |
| Ret     | 36  | Joan Mir              | Team Suzuki Ecstar           | Suzuki      | 13      | Caída     | 6        |        |
| Ret     | 25  | Raúl Fernández        | Tech 3 KTM Factory Racing    | KTM         | 6       | Caída     | 24       |        |
| Ret     | 42  | Álex Rins             | Team Suzuki Ecstar           | Suzuki      | 5       | Retirado  | 7        |        |
| Ret     | 87  | Remy Gardner          | Tech 3 KTM Factory Racing    | KTM         | 3       | Caída     | 22       |        |
| Fuente: |     |                       |                              |             |         |           |          |        |

### Resultados Moto2
| Pos.    | N.º | Piloto                  | Constructor | Vueltas | Tiempo     | Parrilla | Puntos |
| ------- | --- | ----------------------- | ----------- | ------- | ---------- | -------- | ------ |
| 1       | 37  | Augusto Fernández       | Kalex       | 25      | 40:31.726  | 3        | 25     |
| 2       | 40  | Arón Canet              | Kalex       | 25      | +3.746     | 6        | 20     |
| 3       | 35  | Somkiat Chantra         | Kalex       | 25      | +4.628     | 10       | 16     |
| 4       | 6   | Cameron Beaubier        | Kalex       | 25      | +4.745     | 16       | 13     |
| 5       | 79  | Ai Ogura                | Kalex       | 25      | +15.376    | 7        | 11     |
| 6       | 23  | Marcel Schrötter        | Kalex       | 25      | +17.547    | 12       | 10     |
| 7       | 16  | Joe Roberts             | Kalex       | 25      | +19.035    | 24       | 9      |
| 8       | 13  | Celestino Vietti        | Kalex       | 25      | +19.854    | 18       | 8      |
| 9       | 9   | Jorge Navarro           | Kalex       | 25      | +20.766    | 11       | 7      |
| 10      | 62  | Stefano Manzi           | Kalex       | 25      | +20.879    | 25       | 6      |
| 11      | 18  | Manuel González         | Kalex       | 25      | +21.381    | 23       | 5      |
| 12      | 19  | Lorenzo Dalla Porta     | Kalex       | 25      | +23.892    | 14       | 4      |
| 13      | 52  | Jeremy Alcoba           | Kalex       | 25      | +26.881    | 26       | 3      |
| 14      | 64  | Bo Bendsneyder          | Kalex       | 25      | +26.952    | 8        | 2      |
| 15      | 12  | Filip Salač             | Kalex       | 25      | +32.063    | 22       | 1      |
| 16      | 24  | Simone Corsi            | MV Agusta   | 25      | +36.712    | 20       |        |
| 17      | 84  | Zonta van den Goorbergh | Kalex       | 25      | +50.822    | 25       |        |
| 18      | 61  | Alessandro Zaccone      | Kalex       | 25      | +59.561    | 28       |        |
| 19      | 75  | Albert Arenas           | Kalex       | 24      | +1 vuelta  | 4        |        |
| 20      | 4   | Sean Dylan Kelly        | Kalex       | 23      | +2 vueltas | 29       |        |
| 21      | 96  | Jake Dixon              | Kalex       | 23      | +2 vueltas | 2        |        |
| Ret     | 7   | Barry Baltus            | Kalex       | 19      | Caída      | 21       |        |
| Ret     | 42  | Marcos Ramírez          | MV Agusta   | 12      | Caída      | 13       |        |
| Ret     | 51  | Pedro Acosta            | Kalex       | 10      | Caída      | 1        |        |
| Ret     | 2   | Gabriel Rodrigo         | Kalex       | 9       | Caída      | 19       |        |
| Ret     | 21  | Alonso López            | Boscoscuro  | 6       | Retirado   | 5        |        |
| Ret     | 54  | Fermín Aldeguer         | Boscoscuro  | 1       | Caída      | 17       |        |
| Ret     | 14  | Tony Arbolino           | Kalex       | 1       | Caída      | 9        |        |
| Ret     | 28  | Niccolò Antonelli       | Kalex       | 0       | Caída      | 27       |        |
| DNS     | 22  | Sam Lowes               | Kalex       |         | No corrió  |          |        |
| Fuente: |     |                         |             |         |            |          |        |

### Resultados Moto3
| Pos.    | N.º | Piloto             | Constructor | Vueltas | Tiempo    | Parrilla | Puntos |
| ------- | --- | ------------------ | ----------- | ------- | --------- | -------- | ------ |
| 1       | 5   | Jaume Masiá        | KTM         | 14      | 24:04.119 | 3        | 25     |
| 2       | 71  | Ayumu Sasaki       | Husqvarna   | 14      | +0.150    | 11       | 20     |
| 3       | 28  | Izan Guevara       | Gas Gas     | 14      | +0.220    | 8        | 16     |
| 4       | 7   | Dennis Foggia      | Honda       | 14      | +0.322    | 1        | 13     |
| 5       | 24  | Tatsuki Suzuki     | Honda       | 14      | +0.529    | 2        | 11     |
| 6       | 99  | Carlos Tatay       | CFMoto      | 14      | +1.594    | 5        | 10     |
| 7       | 11  | Sergio García      | Gas Gas     | 14      | +2.007    | 7        | 9      |
| 8       | 6   | Ryusei Yamanaka    | KTM         | 14      | +2.275    | 12       | 8      |
| 9       | 53  | Deniz Öncü         | KTM         | 14      | +2.502    | 10       | 7      |
| 10      | 16  | Andrea Migno       | Honda       | 14      | +2.917    | 6        | 6      |
| 11      | 96  | Daniel Holgado     | KTM         | 14      | +3.025    | 13       | 5      |
| 12      | 17  | John McPhee        | Husqvarna   | 14      | +3.193    | 16       | 4      |
| 13      | 54  | Riccardo Rossi     | Honda       | 14      | +3.330    | 9        | 3      |
| 14      | 10  | Diogo Moreira      | KTM         | 14      | +7.993    | 4        | 2      |
| 15      | 27  | Kaito Toba         | KTM         | 14      | +9.981    | 22       | 1      |
| 16      | 23  | Elia Bartolini     | KTM         | 14      | +10.134   | 18       |        |
| 17      | 82  | Stefano Nepa       | KTM         | 14      | +10.444   | 21       |        |
| 18      | 48  | Iván Ortolá        | KTM         | 14      | +10.530   | 24       |        |
| 19      | 18  | Matteo Bertelle    | KTM         | 14      | +10.812   | 17       |        |
| 20      | 31  | Adrián Fernández   | KTM         | 14      | +12.382   | 20       |        |
| 21      | 98  | José Antonio Rueda | Honda       | 14      | +12.435   | 23       |        |
| 22      | 64  | Mario Aji          | Honda       | 14      | +12.552   | 27       |        |
| 23      | 20  | Lorenzo Fellon     | Honda       | 14      | +12.697   | 15       |        |
| 24      | 87  | Gerard Riu         | KTM         | 14      | +17.016   | 26       |        |
| 25      | 72  | Taiyo Furusato     | Honda       | 14      | +29.961   | 25       |        |
| 26      | 70  | Joshua Whatley     | Honda       | 14      | +27.278   | 28       |        |
| 27      | 22  | Ana Carrasco       | KTM         | 14      | +32.200   | 29       |        |
| Ret     | 43  | Xavier Artigas     | CFMoto      | 11      | Caída     | 14       |        |
| Ret     | 19  | Scott Ogden        | Honda       | 3       | Caída     | 19       |        |
| DNS     | 66  | Joel Kelso         | KTM         |         | No corrió |          |        |
| Fuente: |     |                    |             |         |           |          |        |

### Resultados MotoE
Carrera 1
| Pos.    | N.º | Piloto             | Constructor | Vueltas | Tiempo    | Parrilla | Puntos |
| ------- | --- | ------------------ | ----------- | ------- | --------- | -------- | ------ |
| 1       | 27  | Mattia Casadei     | Energica    | 8       | 13:54.984 | 1        | 25     |
| 2       | 77  | Dominique Aegerter | Energica    | 8       | +0.826    | 2        | 20     |
| 3       | 78  | Hikari Okubo       | Energica    | 8       | +1.223    | 6        | 16     |
| 4       | 11  | Matteo Ferrari     | Energica    | 8       | +1.701    | 7        | 13     |
| 5       | 4   | Héctor Garzó       | Energica    | 8       | +5.754    | 12       | 11     |
| 6       | 71  | Miquel Pons        | Energica    | 8       | +6.389    | 14       | 10     |
| 7       | 51  | Eric Granado       | Energica    | 8       | +6.918    | 4        | 9      |
| 8       | 7   | Niccolò Canepa     | Energica    | 8       | +7.108    | 8        | 8      |
| 9       | 9   | Andrea Mantovani   | Energica    | 8       | +8.584    | 16       | 7      |
| 10      | 17  | Alex Escrig        | Energica    | 8       | +8.713    | 11       | 6      |
| 11      | 18  | Xavier Cardelús    | Energica    | 8       | +10.395   | 9        | 5      |
| 12      | 12  | Xavi Forés         | Energica    | 8       | +11.102   | 10       | 4      |
| 13      | 34  | Kevin Manfredi     | Energica    | 8       | +11.727   | 17       | 3      |
| 14      | 6   | María Herrera      | Energica    | 8       | +12.981   | 15       | 2      |
| 15      | 72  | Alessio Finello    | Energica    | 8       | +22.125   | 18       | 1      |
| 16      | 21  | Kevin Zannoni      | Energica    | 8       | +40.637   | 3        |        |
| Ret     | 70  | Marc Alcoba        | Energica    | 2       | Caída     | 13       |        |
| Ret     | 40  | Jordi Torres       | Energica    | 0       | Caída     | 5        |        |
| Fuente: |     |                    |             |         |           |          |        |

Carrera 2
| Pos.    | N.º | Piloto             | Constructor | Vueltas | Tiempo    | Parrilla | Puntos |
| ------- | --- | ------------------ | ----------- | ------- | --------- | -------- | ------ |
| 1       | 77  | Dominique Aegerter | Energica    | 8       | 13:56.252 | 2        | 25     |
| 2       | 27  | Mattia Casadei     | Energica    | 8       | +0.567    | 1        | 20     |
| 3       | 7   | Niccolò Canepa     | Energica    | 8       | +1.688    | 7        | 16     |
| 4       | 21  | Kevin Zannoni      | Energica    | 8       | +1.696    | 3        | 13     |
| 5       | 51  | Eric Granado       | Energica    | 8       | +1.831    | 4        | 11     |
| 6       | 78  | Hikari Okubo       | Energica    | 8       | +2.181    | 5        | 10     |
| 7       | 11  | Matteo Ferrari     | Energica    | 8       | +2.297    | 6        | 9      |
| 8       | 4   | Héctor Garzó       | Energica    | 8       | +2.966    | 11       | 8      |
| 9       | 70  | Marc Alcoba        | Energica    | 8       | +3.961    | 12       | 7      |
| 10      | 71  | Miquel Pons        | Energica    | 8       | +4.210    | 13       | 6      |
| 11      | 9   | Andrea Mantovani   | Energica    | 8       | +4.419    | 15       | 5      |
| 12      | 17  | Alex Escrig        | Energica    | 8       | +4.911    | 10       | 4      |
| 13      | 12  | Xavi Forés         | Energica    | 8       | +6.158    | 9        | 3      |
| 14      | 18  | Xavier Cardelús    | Energica    | 8       | +6.887    | 8        | 2      |
| 15      | 6   | María Herrera      | Energica    | 8       | +9.802    | 14       | 1      |
| 16      | 34  | Kevin Manfredi     | Energica    | 8       | +10.296   | 16       |        |
| 17      | 72  | Alessio Finello    | Energica    | 8       | +19.456   | 17       |        |
| DNS     | 40  | Jordi Torres       | Energica    |         | No corrió |          |        |
| 1. 2.   |     |                    |             |         |           |          |        |
| Fuente: |     |                    |             |         |           |          |        |